# 태평양 SOGO

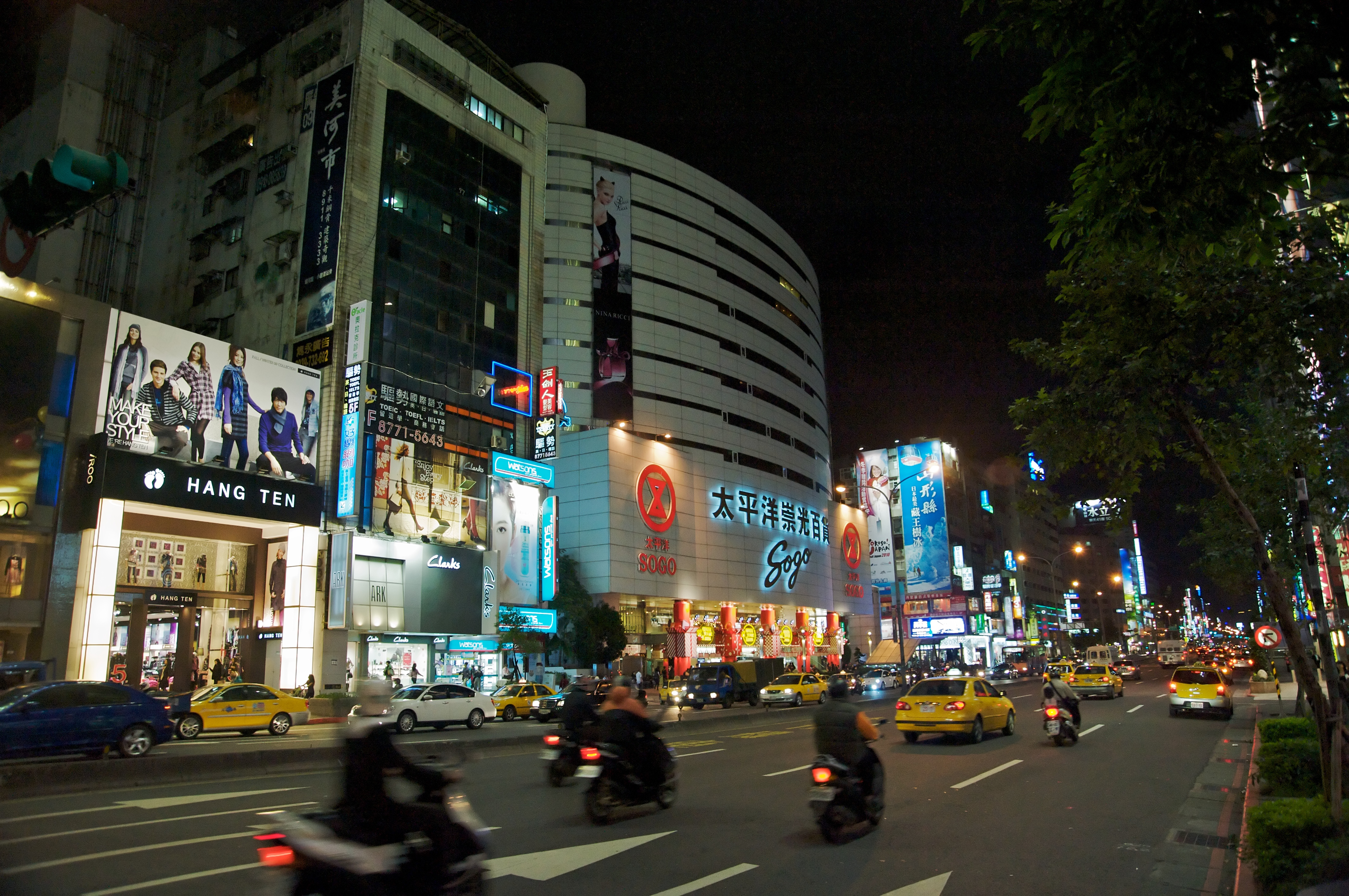
태평양 SOGO

태평양 SOGO(太平洋SOGO)는 타이완 여러 곳에 있는 백화점이다.

## 같이 보기
- 소고 (백화점)